# Kaysone Phomvihane
Đây là một tên người Lào; họ tên được viết theo thứ tự tên trước, họ sau: họ là Phomvihane.
Kaysone Phomvihane (phiên âm: Cay-xỏn Phôm-vi-hẳn hoặc Cay-xỏn Phôm-vi-hản, tên Việt: Nguyễn Cai Song, tên khác: Nguyễn Trí Mưu, 13/12/1920–21/11/1992), là lãnh đạo của Đảng Nhân dân Cách mạng Lào từ năm 1955 trên cương vị Tổng bí thư, dù Souphanouvong đóng vai trò là nhân vật dẫn đầu hình thức nhưng có ít thực quyền hơn. Ông là Thủ tướng đầu tiên của Cộng hòa Dân chủ Nhân dân Lào và sau đó từ 1991 là Chủ tịch cho đến khi mất năm 1992. Kaysone Phomvihane được coi là lãnh tụ của Đảng Nhân dân Cách mạng Lào cũng như của đất nước Lào.

## Tiểu sử
Phomvihane sinh tại làng Na Seng, huyện Khanthaboury, tỉnh Savannakhet, Lào. Cha ông là một người Việt tên là Nguyễn Trí Loan và mẹ ông là người Lào .
Năm 1935, với tên gọi Nguyễn Trí Mưu, ông đến Hà Nội để dự thi vào Trường Bưởi (nay là Trường phổ thông trung học Chu Văn An, Hà Nội). Trong những ngày học tại Trường Bưởi, ông đã đi theo đường lối của Đảng Cộng sản Đông Dương và Chủ tịch Hồ Chí Minh.
Sau đó, ông học đại học luật khoa ở Hà Nội và tham gia phong trào học sinh, sinh viên chống thực dân Pháp và phát xít Nhật ở Việt Nam. Mùa thu 1945, ông tham gia khởi nghĩa giành chính quyền ở Savannakhet, sau đó trực tiếp xây dựng khu du kích Hủaphăn, thành lập đội vũ trang Latxavông đầu tiên.
Năm 1946, ông làm việc tại Ban liên lạc Lào - Việt Nam ở Hà Nội và phụ trách những người yêu nước Lào ở Việt Nam chống Pháp. Năm 1948, ông trở về nước, lãnh đạo phong trào kháng chiến chống Pháp ở vùng Đông Bắc Lào.
Ông gia nhập Đảng Cộng sản Đông Dương từ 1949 và cũng vào năm đó chủ trì lễ thành lập Quân đội Itxala (Quân đội nhân dân Lào), đơn vị Latxavông được vinh dự làm hạt nhân cho việc thành lập Quân đội Lào Itxala, ông được cử làm Tư lệnh.
Tháng 8-1950, Chính phủ kháng chiến Lào Itxala do Hoàng thân Souphanouvong làm Chủ tịch được thành lập, Kaysone được cử làm Phó chủ tịch, Bộ trưởng Bộ Quốc phòng.
Tháng 2-1951, ông dẫn đầu Đoàn đại biểu Lào tham dự Đại hội II Đảng Cộng sản Đông Dương.
Theo chỉ đạo của Đảng Cộng sản Đông Dương, ngày 22-3-1955, tại tỉnh Hủaphăn, ông đã chủ trì Đại hội thành lập Đảng Nhân dân Lào (22-3 – 6-4-1955). Cùng với các nhà lãnh đạo cách mạng Lào ông đã tổ chức ra Đảng Nhân dân Lào (Phắc Paxaxôn Lào) trên cơ sở Đảng bộ Lào thuộc Đảng Cộng sản Đông Dương. Ông được bầu làm Bí thư thứ nhất của Ban lãnh đạo Đảng, Bí thư Quân ủy trung ương, đồng thời là Tư lệnh tối cao.
Sau Hiệp định Geneve năm 1954 về Đông Dương, ông chỉ đạo cuộc đấu tranh bảo vệ hai tỉnh tập kết Sầm Nưa và Phongxalì. Năm 1956, thực hiện đường lối hòa hợp dân tộc, đoàn kết các bộ tộc và các tầng lớp nhân dân, Đảng Nhân dân Lào đã thành lập Mặt trận Lào yêu nước (Neo Lào Hăcsạt). Cayxỏn Phômvihản được bầu giữ chức Phó Chủ tịch.
Tháng 2-1972, Đảng Nhân dân Lào triệu tập Đại hội lần thứ II, đổi tên là Đảng Nhân dân Cách mạng Lào, và bầu ông làm Tổng bí thư Ban Chấp hành Trung ương.
Tháng 2-1973, sau Hiệp định Viêng Chăn về việc lập lại hòa bình, thực hiện hòa hợp dân tộc ở Lào, Đảng Nhân dân cách mạng Lào đẩy mạnh cuộc đấu tranh hoàn thành cách mạng dân chủ nhân dân trong cả nước. Ngày 2-12-1975, nước Cộng hòa dân chủ nhân dân Lào ra đời, ông được cử làm Chủ tịch Hội đồng Bộ trưởng.
Ông còn tiếp tục làm Tổng Bí thư Ban chấp hành Trung ương Đảng các khóa III và IV (1982, và 1986) và đến Đại hội Đảng lần V (3-1991) ông được bầu giữ chức Chủ tịch Ban Chấp hành Trung ương Đảng Nhân dân cách mạng Lào. Đầu năm 1991, ông được bầu làm Chủ tịch nước.
Ông qua đời ngày 21-11-1992 tại Thủ đô Viêng Chăn, hưởng thọ 72 tuổi.

## Sự nghiệp cách mạng
Ông được xem là kiến trúc sư cho việc xây dựng Đảng Nhân dân cách mạng Lào và xây dựng nước Cộng hòa Dân chủ nhân dân Lào hiện đại.
Ông đặc biệt đề cao mối quan hệ gắn bó với Việt Nam và không ngừng vun đắp cho mối quan hệ trong suốt cuộc đời. Theo ông, thắng lợi của cách mạng Lào cũng là thắng lợi của tình đoàn kết chiến đấu chặt chẽ giữa cách mạng của ba nước Đông Dương. Ông từng nói: "Nhân dân Lào chúng tôi vô cùng hãnh diện có nhân dân Việt Nam anh hùng vừa là đồng chí vừa là anh em thân thiết của mình" .

## Thông tin khác
Ông được Nhà nước Việt Nam trao tặng Huân chương Sao Vàng, huân chương cao quý nhất của Việt Nam.
Hiện nay, ở Lào, ông vẫn được xem như một biểu tượng của cách mạng. Tượng của ông xuất hiện nhiều nơi trên nước Lào và xuất hiện trên các khánh tiết chính thức của Đảng và Chính phủ Lào.
Bảo tàng Kaysone được xây dựng vào những năm 2000 tại thủ đô Viêng Chăn năm trên km thứ 6 quốc lộ 13. Công trình được xây dựng với nguồn vốn hỗ trợ từ chính phủ Việt Nam (3 triệu USD). Dự kiến sửa chữa lại vào năm 2009 bằng kinh phí của Việt Nam.
Tên của ông được đặt cho thành phố Savannakhet, tỉnh lỵ của tỉnh cùng nhân kỷ niệm 85 năm ngày sinh của ông. Thành phố Kaysone Phomvihane có tên chính thức năm 2005.

## Gia đình riêng
Thongvin Phomvihan, vợ ông Kaysone Phomvihane, từng là ủy viên trung ương đảng Nhân dân cách mạng. Con trai ông, Saysomphone Phomvihane, nhiều năm là ủy viên trung ương, tỉnh trưởng Savannakhet, Thống đốc ngân hàng trung ương, và Bộ trưởng. Hiện nay Saysomphone Phomvihane từng Phó chủ tịch Quốc hội,hiện là Ủy viên Bộ Chính trị, Chủ tịch Ủy ban Trung ương Mặt trận Lào xây dựng đất nước. Năm 2021, Saysomphone Phomvihane làm Chủ tịch Quốc hội Lào